# Manny Charlton
Manuel "Manny" Charlton, född 25 juli 1941 i La Linea, Andalusien, Spanien, död 5 juli 2022 i Texas, USA, var en brittisk (skotsk) gitarrist. Han är mest känd som en av grundarna av det skotska hårdrocksbandet Nazareth, som han spelade med mellan 1968 och 1990.

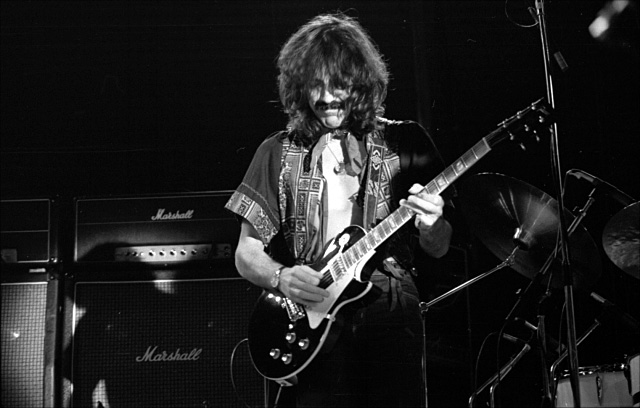
Manny Carlton under en Nazareth-konsert i Norge 1976.

Han föddes i södra Spanien, men växte från två års ålder upp i Dunfermline i Skottland.